# Йоахим Майхснер
Йоахим Майхснер (на немски: Joachim Meichssner) е германски полковник от Вермахта, участвал в опита за убийство на фюрера Адолф Хитлер от 20 юли 1944 г.

## Биография
Майхснер е роден в Дойч Айлау, Западна Прусия (днес Илава, Полша). От 1912 г. баща му Максимилиан работи като учител и църковен ръководител в Шулпфорта, където Майхснер също посещава училище. Той доброволно се записва в Райхсвер през 1924 г. като офицер кадет. От 1935 г. той е обучен за служебни задължения във Военната академия в Берлин. През септември 1937 г. е преместен в Главно командване на войските. През 1940 г. става първи генерален офицер при генерал Фридрих Олбрихт. Тук той участва във военния заговор срещу Хитлер.
След разгръщането на Източния фронт Майхснер става началник на Организационния отдел на командването на въоръжените сили през 1943 г. и като такъв има директен, макар и спорадичен достъп до Хитлер. През септември 1943 г. полковник Хелмут Щиф информира Майхснер за плановете да убият Хитлер в самоубийствен атентат и се опитва да го убеди да извърши такъв опит, обаче Майхснер отказва, след като баща му го обезкуражава по религиозни причини и, защото „не можел да понесе стреса на чакането“.
Заговорниците около Клаус фон Щауфенберг избират Аксел фон дем Бусше да убие Хитлер в самоубийствен атентат, по време на демонстрация на нови зимни униформи – план, който не успява, след като униформите са унищожени при въздушно нападение на съюзниците.
Майхснер е в Потсдам по време на заговора от 20 юли – първоначално участието му в преврата остава неоткрито, но баща му е арестуван от Гестапо на 21 юли 1944 г. Седмица по-късно и Майхснер е арестуван. Осъден е на смърт от Народна съдебна палата на 29 септември 1944 г. и незабавно екзекутиран в затвора Пльоцензе.